# AB Pictoris
AB Pictoris (AB Pic / HD 44627 / HIP 30034) es una estrella situada en la constelación de Pictor. Es una variable BY Draconis cuyo brillo varía entre magnitud aparente +9,21 y +9,35. En 2005 se anunció el descubrimiento de un planeta extrasolar o enana marrón en órbita alrededor de esta estrella.
AB Pictoris es una enana naranja de tipo espectral K2 V con una temperatura efectiva de 4875 K.
Con un diámetro algo menor que el del Sol —el 88% del mismo—, su luminosidad equivale al 51% de la luminosidad solar.
Es una estrella pobre en metales, con una metalicidad inferior a una cuarta parte de la que tiene el Sol  ([Fe/H] = -0,64).
Situada a 149 años luz del sistema solar, es miembro de la asociación estelar de Tucana-Horologium, cuya edad es de unos 30 millones de años.

## AB Pictoris b
En 2005, un equipo del ESO obtuvo una imagen de la acompañante de AB Pictoris, AB Pictoris b. Su masa más probable se sitúa entre 13 - 14 veces la masa de Júpiter con una temperatura en torno a 2000 K. El objeto parece similar a GQ Lupi b aunque más antiguo.
Dado que la distinción entre enana marrón y planeta gigante se sitúa en 13,6 veces la masa de Júpiter, la acompañante descubierta se sitúa justo en el límite entre ambas clases de objetos subestelares. Se encuentra bastante alejada de la estrella principal —260 UA—, unas 9 veces la distancia entre Neptuno y el Sol, formando un sistema planetario con unas características únicas en el momento de su descubrimiento.